# Nicoclès (Salamine)
Pour les articles homonymes, voir Nicoclès.
Nicoclès (-395/-353) est un roi de Salamine de Chypre. Fils d'Évagoras, il succède à son père, assassiné, en -374.
Il n'est connu que par les deux Discours qu'Isocrate, son maître, lui adresse, et qui traitent, l'un, de la science du gouvernement, l'autre, des devoirs des sujets envers leur prince.
Le règne de Nicoclès est bref : il est lui aussi assassiné par des éléments proches des Perses qui s'opposent à son ralliement à la révolte des satrapes de Phénicie et d'Asie Mineure contre le Grand Roi Artaxerxès II. Il a comme successeur son fils ou son plus jeune frère Évagoras II.

## Source
Marie-Nicolas Bouillet  et Alexis Chassang (dir.), « Nicoclès » dans Dictionnaire universel d’histoire et de géographie, 1878 (lire sur Wikisource)